# Liisa Savijarvi
Liisa Savijarvi (Bracebridge, 29 dicembre 1963) è un'ex sciatrice alpina canadese.

## Biografia
Sciatrice polivalente, ottenne i primi risultati internazionali in Nor-Am Cup nella stagione 1980-1981, quando giunse 7ª nella classifica di slalom gigante; in Coppa del Mondo ottenne il primo piazzamento il 5 marzo 1983 a Mont-Tremblant in discesa libera (13ª) e il primo podio il 29 gennaio 1984 a Saint-Gervais-les-Bains in combinata, chiudendo 3ª alle spalle della svizzera Michela Figini e dell'austriaca Elisabeth Kirchler. Ai XIV Giochi olimpici invernali di Sarajevo 1984, sua unica presenza olimpica, si classificò 18ª nella discesa libera e 9ª nello slalom gigante; l'anno dopo ai Mondiali di Bormio 1985 si piazzò 10ª nello slalom gigante.
Nella successiva stagione 1985-1986 in Coppa del Mondo conquistò l'unica vittoria in carriera, il 2 marzo a Furano in supergigante, e l'ultimo podio, il 16 marzo a Vail nella medesima specialità (3ª dietro alla tedesca occidentale Marina Kiehl e all'austriaca Anita Wachter); nella classifica generale fu 12ª e in quella della Coppa del Mondo di supergigante 2ª, superata dalla vincitrice Kiehl di 19 punti. Ottenne l'ultimo piazzamento in Coppa del Mondo il 17 gennaio 1987 a Pfronten in supergigante (7ª) e ai successivi Mondiali di Crans-Montana 1987 non completò la combinata; lasciò l'attività agonistica a seguito di un grave incidente occorsole in allenamento a Vail nel marzo di quello stesso anno, con fratture alle gambe e alle vertebre.

## Palmarès

### Coppa del Mondo
- Miglior piazzamento in classifica generale: 12ª nel 1986
- 4 podi (1 in discesa libera, 2 in supergigante, 1 in combinata):
  - 1 vittoria
  - 1 secondo posto
  - 2 terzi posti

#### Coppa del Mondo - vittorie
| Data         | Località | Paese    | Specialità |
| ------------ | -------- | -------- | ---------- |
| 2 marzo 1986 | Furano   | Giappone | SG         |

Legenda:

SG = supergigante

### Coppa Europa
- 1 podio (dati parziali)[1]:
  - 1 terzo posto

### Nor-Am Cup
- Miglior piazzamento in classifica generale: 3ª nel 1983 e nel 1986[1]
- 2 podi (dati parziali)[1]:
  - 2 vittorie

#### Nor-Am Cup - vittorie
| Data          | Località | Paese  | Specialità |
| ------------- | -------- | ------ | ---------- |
| 5 aprile 1985 | Stoneham | Canada | GS         |
| 6 aprile 1985 | Stoneham | Canada | GS         |

Legenda:

GS = slalom gigante

### Campionati canadesi
- 13 medaglie[1]:
  - 5 ori (slalom gigante, slalom speciale[senza fonte][2] nel 1983; slalom gigante[da collegamento interrotto non risulta] nel 1984; slalom gigante[da collegamento interrotto non risulta] nel 1985; discesa libera[senza fonte][2] nel 1987)
  - 3 argenti (slalom gigante nel 1982; supergigante, slalom gigante nel 1986)
  - 5 bronzi (supergigante nel 1983; supergigante nel 1984; discesa libera, slalom speciale nel 1985; discesa libera nel 1986)